# ボビー・ハケット
ボビー・ハケット（Bobby Hackett、1915年1月31日 - 1976年6月7日）は、アイルランド系アメリカ人のジャズ・トランペット、コルネット奏者。
グレン・ミラーやベニー・グッドマンのバンドで1930代後半から1940代前半に演奏した。
ジャッキー・グリーソンの1950年代のムード音楽のアルバムでの演奏が最も知られる 。
幼い頃のマイルス・デイヴィスのアイドルの一人だった。

## 略歴
ハケットはロードアイランド州プロビデンスのアイルランド移民の家に生まれた。
彼はビックス・バイダーベックのフォロワーだった。ベニー・グッドマンは1938年のカーネギー・ホール・コンサートで、「アイム・カミング・バージニア」でのビックスの演奏をハケットに再現させた。
1930年代後半にヴィックシェーン・バックアップ・オーケストラ&アンドリュース・シスターズと共演した。1940年のフレッド・アステアの映画『セカンド・コーラス』のサントラで演奏。
1939年に芸能プロダクションMCAは、ビッグバンドをつくるようハケットに依頼した。しかしバンドは失敗し、ハケットにはMCAへの借金が残った。この借金を返済するためにホレス・ハイトやグレン・ミラーのバンドに参加した。
さらに悪いことに彼の唇は歯科手術後に形が悪くなってしまった。そのためグレン・ミラーは彼にミラー・バンドのギタリストの仕事を提供した。「私がバンドに参加し大金をかせいでいたとき、ジャズ批評家たちは『セルアウトした』と私を非難した。批評家は成功すると叩きたがるんだ……」と発言している。
唇の問題にもかかわらず、時折短いソロを演奏することができた。その頃の演奏として、グレン・ミラー・オーケストラの「真珠の首飾り(1940年)」が有名。
その後、ルイ・アームストロングによる1947年のタウンホール・ジャズ・コンサートへ参加した。
1954年にABCのバラエティ番組『マーサ・ライトショー』、通称『パッカードショールーム』に出演。
ジャッキー・グリーソンによる初期のムード音楽のアルバムにコルネット・ソリストとして参加。1952年からグリーソンのキャピトル・レコードでのアルバムに参加。グリーソンの10枚のアルバムはすべてゴールド（50万枚以上）になった。ハケットの名前はグリーソンのLPのジャケットに表示されるようになった。このことが、ハケットのキャピトルとの契約につながった。
1965年、歌手トニー・ベネットとツアー。1966年から1967年にかけて、ハケットは欧州ツアーでベネットに同行した。
1970年代初頭、ディジー・ガレスピーとテレサ・ブリューワーと共演。
2012年に「ロードアイランド・ミュージック殿堂」に入った。

## 私生活
1930年代に、ボビー・ハケットはエドナ・ハケットと結婚した。2人の子供バーバラとアーニーがいた。アーニーはドラムを演奏するミュージシャンになった。
ハケットは1976年、61歳で心臓発作により亡くなった。
夫婦が住んでいたのはグリニッジ・ヴィレッジ（マンハッタン）とロサンゼルス（カリフォルニア州）で、夏を過ごしたのはチャタム（マサチューセッツ州）。2人の孫、4人のひ孫がいた。

## ディスコグラフィ

### リーダー・アルバム
- 『ホーン・ア・プレンティ』 - Horn A-Plenty (1951年、Commodore) ※with マグシー・スパニア。旧邦題『ボビー・アンド・マグシー』
- Soft Lights and Bobby Hackett (1954年、Capitol)
- 『イン・ア・メロウ・ムード』 - In a Mellow Mood (1955年、Capitol)
- 『コースト・コンサート』 - Coast Concert (1956年、Capitol)
- 『ディキシーランド・ジャズ - ニューヨーク・スタイル』 - Gotham Jazz Scene (1957年、Capitol)
- 『ランデヴー』 - Rendezvous (1957年、Capitol)
- Bobby Hackett At The Embers (1958年、Capitol)
- Don't Take Your Love from Me (1958年、Capitol)
- 『ジャズ・アルティメイト』 - Jazz Ultimate (1958年、Capitol) ※with ジャック・ティーガーデン
- 『ザ・ボビー・ハケット・カルテット』 - The Bobby Hackett Quartet (1959年、Capitol)
- Blues with a Kick (1959年、Capitol)
- 『ハワイ・スウィングス』 - Hawaii Swings (1960年、Capitol)
- Dream Awhile (1960年、Columbia)
- The Most Beautiful Horn in the World (1962年、Columbia)
- Night Love (1962年、Columbia)
- Bobby Hackett Plays Henry Mancini (1962年、Epic)
- Plays the Music of Bert Kaempfert (1964年、Epic)
- Hello Louis!: Plays the Music of Louis Armstrong (1964年、Epic)
- Trumpets' Greatest Hits (1965年、Epic)
- A String of Pearls (1965年、Epic)
- Trumpet de Luxe (1966年、CBS [Japan]) ※with ビリー・バターフィールド
- 『クレオール・クッキン』 - Creole Cookin (1967年、Verve)
- That Midnight Touch (1967年、Project 3)
- A Time for Love (1967年、Project 3)
- Bobby/Billy/Brazil (1968年、Verve)
- This Is My Bag (1969年、Project 3)
- 『ライヴ・アット・ザ・ルーズヴェルト・グリル』 - Live at the Roosevelt Grill (1970年、Chiaroscuro)
- The Bobby Hackett 4 (1972年、Hyannisport)
- Bobby Hackett and Vic Dickenson at the Royal Box (1972年、Hyannisport)
- What a Wonderful World (1973年、Flying Dutchman)
- 『ザ・ハケット・ホーン』 - The Hackett Horn (1974年、Epic) ※コンピレーション
- Strike Up the Band (1975年、Flying Dutchman)
- Live in New Orleans (1976年、Riff)
- Featuring Vic Dickenson at the Roosevelt Grill (1977年、Chiaroscuro)
- Tin Roof Blues (1977年、Honey Dew)
- Butterfly Airs Vol. 1 (1977年、Honey Dew)
- 『ジャズ・セッション』 - Jazz Session (1980年、CBS) ※with ジョージ・ウェットリング

### 参加アルバム
ジャッキー・グリーソン
- 『ミュージック・フォー・ラヴァーズ・オンリー』 - Music for Lovers Only (1952年、Capitol)
- Music to Make You Misty (1953年、Capitol)
- 『ミュージック、マティーニ&メモリーズ』 - Music, Martinis, and Memories (1954年、Capitol)
- Jackie Gleason Presents Autumn Leaves (1955年、Capitol)
- Music to Remember Her (1955年、Capitol)
- 『ミュージック・トゥ・チェンジ・ハー・マインド』 - Music to Change Her Mind (1956年、Capitol)
- Jackie Gleason Presents Music for the Love Hours (1957年、Capitol)
- Jackie Gleason Presents Lush Musical Interludes for That Moment (1959年、Capitol)
- The Most Beautiful Girl in the World (1967年、Pickwick/33)

その他
- ルイ・アームストロング : 『永遠のサッチモ』 - Town Hall Concert Plus (1957年、RCA Victor)
- トニー・ベネット : The Very Thought of You (1965年、Columbia)
- トニー・ベネット : 『ア・タイム・フォー・ラヴ』 - A Time for Love (1966年、Columbia)
- テレサ・ブリュワー : Good News (1974年、Signature)
- ルース・ブラウン : 『ロック&ロール』 - Rock & Roll (1957年、Atlantic)
- ジム・カラム・ジュニア : Goose Pimples (1967年、Audiophile)
- エディ・コンドン : 『ビキシーランド』 - Bixieland (1955年、Columbia) ※credited as Pete Pesci
- エディ・コンドン : 『ディキシー、世界を廻る』 - Midnight in Moscow (1962年、Epic)
- エディ・コンドン : Eddie Condon On Stage (1973年、Saga)
- ディジー・ガレスピー : 『ジャイアンツ』 - Giants (1971年、Perception)
- ベニー・グッドマン : 『ライヴ・アット・カーネギー・ホール・1938』 - The Famous 1938 Carnegie Hall Jazz Concert (1950年、Columbia)
- ジャック・ティーガーデン : Jack Teagarden!!! (1962年、Verve)
- リー・ワイリー : 『ナイト・イン・マンハッタン』 - Night in Manhattan (1955年、Columbia)

### 参加シングル
- ビル・ケニー : "I Don't Stand a Ghost of a Chance with You" (1951年、Decca)
- グレン・ミラー : "A String of Pearls" (1941年、Bluebird)
- グレン・ミラー : "Rhapsody in Blue" (1942年、Victor)
- フランク・シナトラ : "I've Got a Crush on You" (1947年、Columbia)
- フランク・シナトラ : "Body and Soul" (1947年、Columbia)